# 張偉基 (香港)
張偉基（英語：Edwin Cheung，8月15日—），香港電台節目主持。他曾主持《輕談淺唱不夜天》長達六年，現為香港電台第一台及第五台頻道主持。

## 背景
張偉基有一姊一妹，早年在香港島銅鑼灣出生，未足一歲移居筲箕灣的私人住宅，並在該區成長。他兩歲開始上學，與胞姊是幼稚園同班同學。但因為畢業時未符合升讀小學一年級的資格（年滿六歲或七歲），所以要到另一所幼稚園筲箕灣崇真幼兒學校多讀一年幼稚園高年班。張曾就讀筲箕灣崇真學校及聖貞德中學，升上中二年級便隨家人移民加拿大，入讀Scarborough Christian School。及後於多倫多大學修讀精算學學士課程。他在1990年代加入香港廣播界，主持《輕談淺唱不夜天》，為時六年。又主持過《歲月留聲》及《運動人生》。現時除了是《那些年 張偉基》及《奏出真善美》的節目主持外，亦會擔任香港電台電視部節目《識多一點點》的主持人。

## 主持的節目
香港電台
- 基歌K歌（第五台）
- 2020年12月至今：那些年 張偉基（第一台）

香港電台電視部
- 識多一點點

## 曾主持節目
香港電台
- 輕談淺唱不夜天（第二台）
- 歲月留聲、奏出真善美（第五台）
- 運動人生（數碼35台）

## 外部連結
- 張偉基的Facebook專頁
- （那些年．那些事）張偉基的Facebook專頁
- 香港電台數碼35台 - 張偉基 （页面存档备份，存于）